# Trachelas huachucanus
Trachelas huachucanus är en spindelart som beskrevs av Willis J. Gertsch 1942. Trachelas huachucanus ingår i släktet Trachelas och familjen flinkspindlar. Inga underarter finns listade i Catalogue of Life.